# Dete
Dete is een bestuurslaag in het regentschap Sumbawa van de provincie West-Nusa Tenggara, Indonesië. Dete telt 3808 inwoners (volkstelling 2010).